# سلیشتا (کولاشین)
سلیشتا (به لاتین: Selišta) یک منطقهٔ مسکونی در مونته‌نگرو است که در شهرداری کولاشین واقع شده‌است. سلیشتا ۲۰۰ نفر جمعیت دارد.